# Aleksa Ilić
Aleksa Ilić (serbisch-kyrillisch Алекса Илић; * 3. Dezember 2004 in Požarevac) ist ein serbischer Fußballspieler.

## Karriere
Ilić begann seine Karriere beim First Vienna FC. Zur Saison 2012/13 wechselte er zur ISS Admira. Im März 2017 schloss er sich dem Wiener Sportklub an. Zur Saison 2019/20 wechselte er nach Serbien in die Jugend des FK Roter Stern Belgrad. Die Saison 2020/21 verbrachte er leihweise in der Jugend des FK Grafičar Belgrad. Im März 2022 wechselte er fest zu Grafičar. Zur Saison 2022/23 wechselte er zur U-19 des OFK Vršac.
In der Winterpause kehrte Ilić nach Österreich zurück und wechselte zum Regionalligisten FC Mauerwerk. Bis zum Ende der Saison 2022/23 absolvierte er für die Wiener zwölf Spiele in der Regionalliga Ost. Zur Saison 2023/24 wechselte er innerhalb der Liga zu den Amateuren des FK Austria Wien. Im April 2024 stand er erstmals im Profikader er Austria, zu einem Einsatz kam er aber nicht. Für die Amateure machte er 25 Regionalligaspiele.
Zur Saison 2024/25 wurde der Verteidiger auf Kooperationsbasis an den Zweitligisten SV Stripfing verliehen. Sein Debüt in der 2. Liga gab er im August 2024, als er am dritten Spieltag jener Saison gegen den First Vienna FC in der 84. Minute für Marco Hausjell eingewechselt wurde.